# GOLGA5
GOLGA5‏ (Golgin A5) هوَ بروتين يُشَفر بواسطة جين GOLGA5 في الإنسان.